# Csengőmadár

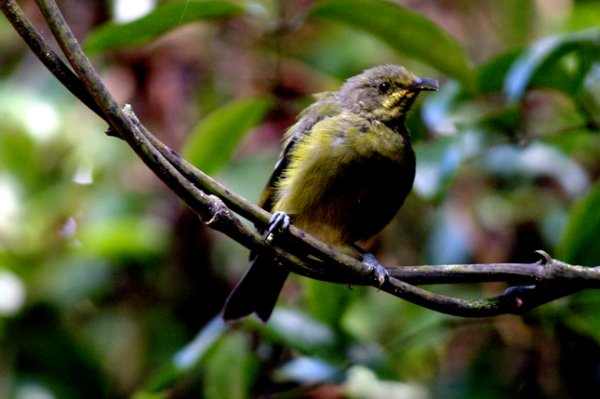

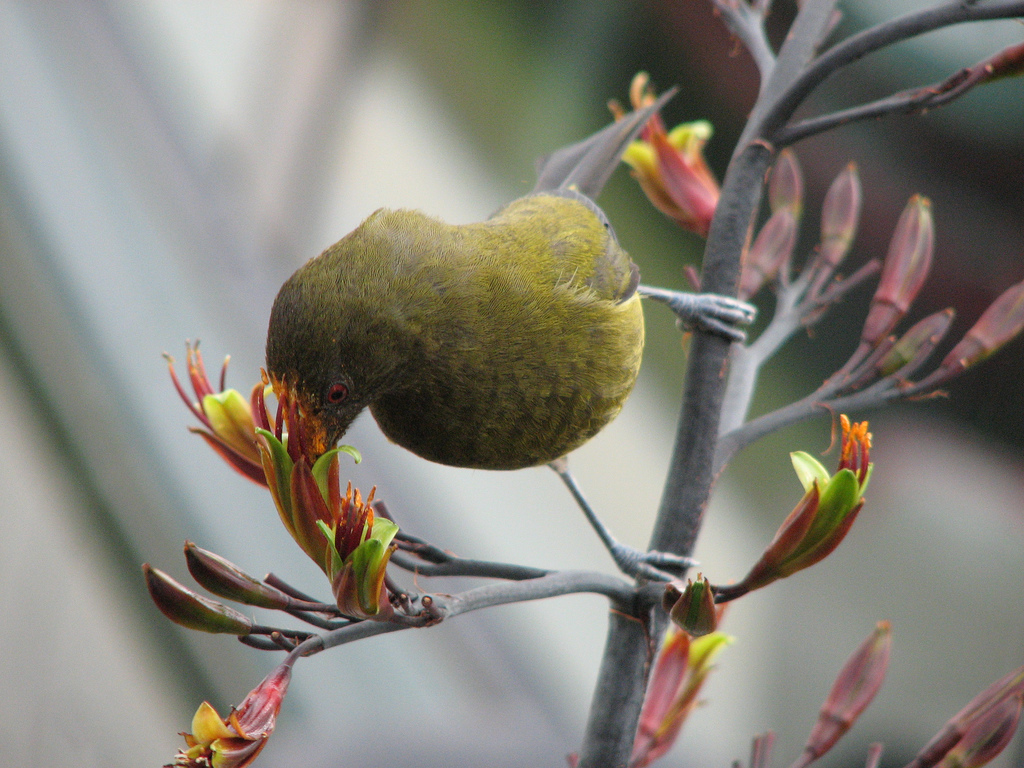
Táplálkozó csengőmadár

A csengőmadár (Anthornis melanura) a madarak osztályának a verébalakúak (Passeriformes) rendjébe, ezen belül a mézevőfélék (Meliphagidae) családjába tartozó faj.
A nem másik faját, a Chatham-szigeteki mézevőt (Anthornis melanocephala) a 20. század elején irtották ki őshazájában, az Új-Zélandhoz tartozó Chatham-szigeteken.
A faj neve az Új-Zélandon őshonos maorik nyelvén korimako.

## Előfordulása
A csengőmadár Új-Zéland endemikus madárfaja. A szigetország több szigetén is honos, így költ az Északi-szigeten, a Déli-sziget nyugati és déli részén, a Stewart-szigeten. Ezen kívül előfordul az Auckland-szigeteken is, ahol az ott szintén előforduló tuival együtt a legdélebbi képviselője a mézevőféléknek.
Az erdők lakója. A gyümölcsültetvényeken és kertekben is megjelenik.

## Alfajai
- Anthornis melanura melanocephala G. R. Gray, 1843
- Anthornis melanura melanura (Sparrman, 1786)
- Anthornis melanura obscura Falla, 1948
- Anthornis melanura oneho J. A. Bartle & P. M. Sagar, 1987

## Megjelenése
Testhossza 20 centiméter. A kisebb testű mézevő madarak közé tartozik. Karcsú teste és hosszú, kihegyesedő farka van. Színezete egyszínű olajbarna. Feje szürkés, a farka alatt egy világos színű folt van.
A csengőmadár hangja jellegzetes, csengő hangú, melyről a faj a nevét is kapta.

## Életmódja
Többnyire csoportosan a fákon keresgéli rovarokból és nektárból álló táplálékát. Megeszi a bokrokon és kerti fákon lévő gyümölcsöket is, mellyel károkat is okoz.
A mézevők többségével ellentétben nem túl agresszív faj. Előszeretettel társul más madarakkal, így pápaszemes madarakkal, a rokon tuival és a szintén endemikus óriás gyümölcsgalambbal is.

## Szaporodása
Magas fák ágvillájába durva rostokból készíti csésze alakú fészkét, melyet finom fűszálakkal, mohával, zuzmóval, néha tollakkal bélel ki. A tojó 2–4 tojást rak, melyeket egymaga költ ki 14 nap alatt. Közben a hím egy közeli fán ül és hangosan énekel. A kikelés utáni első négy napban az anya eteti a fiókákat nektárral és apró rovarokkal. Később a hím is segít az etetésben. A fiatal madarak három hét múlva repülnek ki a fészekből.

## Természetvédelmi helyzete

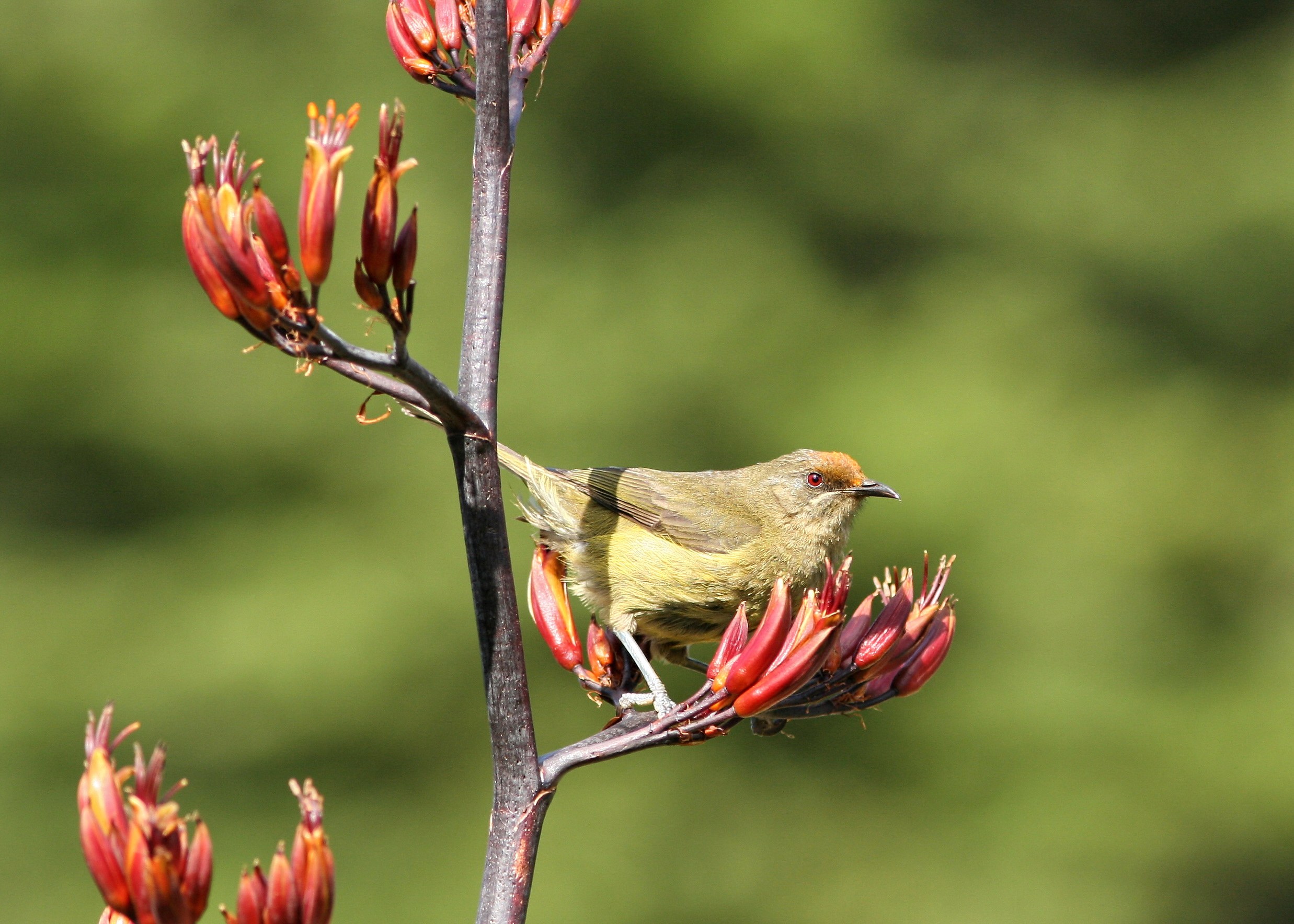

Az európaiak megjelenése után a betelepített emlős ragadozók (macskák, hermelinek, menyétek, görények) és a szintén betelepített madárfajok miatt (melyek részben táplálék- részben fészekkonkurensei) a csengőmadár valamennyire megritkult. Később azonban jól alkalmazkodott a megváltozott körülményekhez, így kivételes endemikus fajként ma sem fenyegeti semmilyen veszély. A külvárosi kertekben is megtalálta életfeltételeit.